# Estadi Municipal de Concepción
L'Estadi Municipal Alcaldesa Ester Roa Rebolledo, també anomenat estadi de Concepción o més comunament estadi de Collao és un estadi de Concepción.
Es fa servir principalment pel futbol. Fou construït el 1962, i completament renovat el 2015; actualment té capacitat per 30.448 persones. La seva remodelació fou iniciada per l'empresa espanyol COPASA, però la va deixar, i l'ajuntament de Concepción va haver de buscar una altra empresa per acabar les obres. Fou completat a temps per la Copa Amèrica de futbol 2015.